# Cory Barlog
Cory Barlog (Sacramento, 2 de setembro de 1975) é o diretor criativo da Santa Monica Studio da Sony Interactive Entertainment. Ele é diretor e escritor de jogos eletrônicos, conhecido por seu trabalho em God of War (2005), God of War II e God of War (2018), onde com o último recebeu vários prêmios tanto de Melhor Direção (como no The Game Awards 2018 e D.I.C.E. Awards 2019), quanto de Melhor Escrita/Narrativa (como no NAVGTR Awards 2019 e no BAFTA Games Awards 2019).

## Biografia
Antes de ir para a Santa Monica Studio, Barlog trabalhou em Backyard Wrestling: Don't Try This at Home e X-Men: Next Dimension.
Depois de se juntar a Santa Monica, Barlog foi o principal animador de God of War (2005), e foi diretor de God of War II (2007), pelo qual ele ganhou um BAFTA por seu trabalho de escrita no jogo. Ele também atuou como diretor de God of War III (2010) em seus primeiros oito meses de desenvolvimento. De acordo com um painel de diretor do jogo God of War, Barlog afirmou que a melhor parte do trabalho foi a amizade e laços que ele criou na Santa Monica, depois que vários de seus colegas saíram do estúdio durante os primeiros estágios de God of War III. Ele mais tarde também decidiu deixar o estúdio. Barlog saiu da SCEA em novembro de 2009. Havia rumores de que ele estava trabalhando em um novo projeto, depois de deixar a Sony. Barlog trabalhou com George Miller sobre a história e personagens do jogo Mad Max e dirigiu a cinemática de Tomb Raider (2013). Apesar de não fazer parte da Sony na época, ele ajudou a escrever God of War: Ghost of Sparta (2010).
Em março de 2012, foi anunciado que Barlog se juntou à Crystal Dynamics para dirigir a cinematografia do novo jogo Tomb Raider e continuar a dirigir o jogo sem aviso prévio. Barlog saiu da empresa em abril de 2013.
Em agosto de 2013, foi anunciado que Barlog retornaria à SIE Sony Santa Monica e estaria "montando uma equipe" para trabalhar em um novo jogo. Na Santa Monica, Barlog é o Diretor Criativo do estúdio e desenvolveu God of War (2018) para o PlayStation 4.

## Gameografia
| Ano  | Jogo                                       | Função                             | Estúdio             |
| ---- | ------------------------------------------ | ---------------------------------- | ------------------- |
| 1999 | Requiem: Avenging Angel                    | Artista                            | Cyclone Studios     |
| 2000 | Rock 'em Sock 'em Robots Arena             | Animador                           | Paradox Development |
| 2002 | X-Men: Next Dimension                      | Animador principal                 | Paradox Development |
| 2003 | Backyard Wrestling: Don't Try This at Home | Animador principal                 | Paradox Development |
| 2005 | God of War                                 | Animador principal                 | Santa Monica Studio |
| 2007 | God of War II                              | Diretor, escritor                  | Santa Monica Studio |
| 2008 | God of War: Chains of Olympus              | Escritor                           | Santa Monica Studio |
| 2010 | God of War III                             | Design inicial, layout da história | Santa Monica Studio |
| 2010 | God of War: Ghost of Sparta                | Escritor                           | Santa Monica Studio |
| 2013 | Tomb Raider                                | Diretor de cinemáticas             | Crystal Dynamics    |
| 2018 | God of War                                 | Diretor, escritor                  | Santa Monica Studio |
| 2022 | God of War Ragnarök                        | Produtor                           | Santa Monica Studio |